# Pitroff Pál
Pitroff Pál Ödön (Gölle, 1884. július 16. – Budapest, 1965. december 23.) budapesti állami gimnáziumi tanár és igazgató, a Szent István Akadémia tagja.

## Élete
Szodfridt Irénnel kötött házassága révén Szodfridt József Győr vármegyei főispán veje volt.

## Művei
- Kemény Zsigmond esztétikája. Budapest, 1914
- A győri sajtó története. Győr, 1915
- Bevezetés az esztétikába. Budapest, 1929 (Szent István Könyvek 80.)
- A szépirodalom esztétikája. Budapest, 1933 (Szent István Könyvek 107.)

Szépirodalmi műveket is írt.